# Lil' Dub Chefin'
"Lil' Dub Chefin'" és un senzill que van gravar Spacemonkeyz i Gorillaz per la compilació de remescles Laika Come Home de Gorillaz. Aquesta cançó és una remescla de la cançó "M1A1"", de l'àlbum homònim Gorillaz. El títol de la cançó és una broma sobre la cadena de restaurants britànica Little Chef.

## Llista de cançons
CD
1. "Lil' Dub Chefin'" (Versió àlbum)
2. "Lil' Dub Chefin'" (Edició ràdio)
3. "Space Monkeyz Theme"
4. "Lil' Dub Chefin'" (Vídeo)

Vinil
1. "Lil' Dub Chefin'" (Versió àlbum)
2. "Lil' Dub Chefin'" (Edició ràdio)
3. "Space Monkeyz Theme"